# والد الأمة

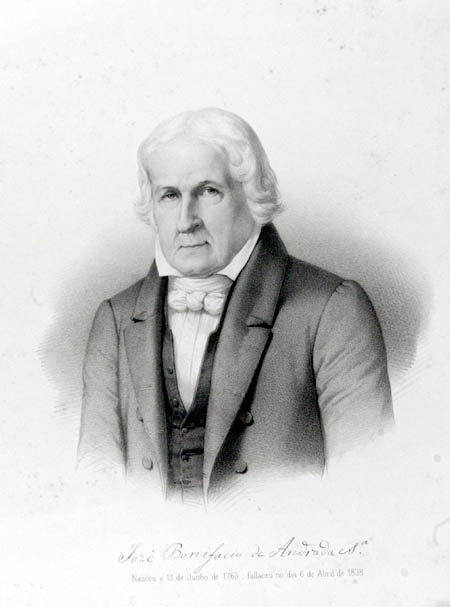

والد الأمة أو أبو الأمة هو لقب شرفي يعطى لرجل يعتبر القوة الدافعة وراء تأسيس بلده أو دولته أو أمته. واُستخدم مصطلح Pater Patriae، كلقب شرفي في العهد الروماني ويُقصد به «أب الوطن»، أطلقه مجلس الشيوخ على الأبطال، وفيما بعد على الأباطرة. في الملكيات، كان الملك يُعتبر في كثير من الأحيان «أب / أم الأمة» أو كبطريرك لتوجيه عائلته. كما تم التعبير عن هذا المفهوم في حق الملوك الإلهي الذي تبنته بعض الملكيات، في حين أنه في ملكيات أخرى تم تدوينه في القانون الدستوري كما هو الحال في إسبانيا، حيث يُعتبر الملك هو التجسيد، رمز الوحدة ودوام الأمة. في تايلند، يُعطى الملك نفس التشريف، ويتم إثبات الولاء بالقوانين الجنائية الصارمة.
غالباً ما يُطلق الديكتاتوريون هذا اللقب على أنفسهم. حيث أطلق غناسينغبي إياديما رئيس توغو على نفسه عدة ألقاب ك«أب الأمة»، «الأخ الأكبر»، و«قائد الشعب». كما أطلق موبوتو سيسي سيكو رئيس زائير شملت على نفسه ألقاباً ك«أب الأمة»، «المرشد»، «المسيح»، «النمر»، و«رئيس الشمس». في أفريقيا ما بعد الاستعمارية، كان لقب «أب الأمة» اللقب الذي استخدمه العديد من القادة للإشارة إلى دورهم في حركة الاستقلال كمصدر للشرعية السياسية، واستخدام الرمزية الأبوية كمصدر لاستمرار الشعبية. في عيد ميلاد جوزيف ستالين في عام 1949، مُنِح له لقب «أبّ الأمم» لإقامته «ديمقراطيات الناس» في البلدان التي احتلها الاتحاد السوفياتي بعد الحرب العالمية الثانية.
في بعض الأحيان يكون لقب «أب الأمة» موضع خلاف سياسي. أعلن دستور بنغلادش لعام 1972 أن الشيخ مجيب الرحمن هو «أب الأمة». أزالت حكومة الحزب الوطني البنغلاديشي هذا في عام 2004، بسبب احتجاجات رابطة عوامي المعارضة، بقيادة ابنة الرحمن شيخة حسينة واجد. كما أُثير جدل في سلوفاكيا بعد تمرير اقتراح في برلمان سلوفاكيا بإعلان الزعيم السابق للحرب أندريه هلينكا «والد الأمة» في سبتمبر 2007.